# David Harvey
David Harvey (Gillingham, 31 d'octubre de 1935) és un geògraf i teòric marxista anglès, professor d'Antropologia a la Universitat de la Ciutat de Nova York i de la London School of Economics. És un teòric social de renom internacional que es va graduar i doctorar a la Universitat de Cambridge en Geografia. És el geògraf més citat, i l'autor de nombrosos llibres i assaigs que han marcat el desenvolupament de la geografia moderna com a disciplina acadèmica. El seu treball ha contribuït en gran manera al debat polític i social i, més recentment, ha estat reconegut per recuperar el concepte de «classe social» com una seriosa eina metodològica en la crítica del capitalisme global, particularment en la seva forma neoliberal.

## Biografia
Harvey va néixer el 1935 a la vila de Gillingham, al comtat de Kent. La seva tesi doctoral sobre el comtat de Kent al segle xix seguia la tradició en Geografia Històrica regional de la Universitat de Cambridge. La recerca històrica tanmateix, ha perdurat fins als seus darrers treballs (per exemple sobre París).
A mitjan anys 1960 es van començar a seguir les tendències de les ciències socials en l'ús dels mètodes quantitatius, contribuint a la ciència espacial i la teoria positivista. Les arrels d'aquest treball ja es trobaven en aquesta universitat, on també treballaren altres famosos geògrafs quantitatius com Dick Chorley i Peter Haggett. La seva Explanation in Geography (1969) fou un text fonamental d'aquest corrent en la metodologia i filosofia de la geografia, aplicant els principis de la filosofia de la ciència en general al camp del coneixement geogràfic. Tanmateix, després d'aquesta publicació Harvey farà un canvi significatiu, prenent consciència de la problemàtica de la injustícia social i la naturalesa del sistema capitalista, i ja no tornaria a sostenir els arguments exposats en aquesta primera etapa a Explanation.
A principis de la dècada del 1970 es va traslladar de la Universitat de Bristol a la Universitat Johns Hopkins als Estats Units d'Amèrica (EUA), i es va posicionar de ple en l'emergent camp de la geografia radical i marxista. La injustícia, el racisme i l'explotació social eren ben presents en el context de Baltimore, i l'activisme al voltant d'aquests temes creixia a la Costa Est dels EUA en aquella època, més encara que a la Gran Bretanya. El diari Antipode es va fundar a la Universitat de Clark, i Harvey en va ser un dels primers col·laboradors. Els punts de vista rupturistes de l'Association of American Geographers de Boston el 1971 van xocar amb l'enfocament tradicional dels seus col·legues. El 1972, en un famós assaig sobre la formació del gueto, va defensar la creació d'una «teoria revolucionària», que havia de ser «validada per la pràctica revolucionària».
L'obra Social Justice and the City (1973) expressà la posició de Harvey per la qual la geografia no podia restar «objectiva» davant la pobresa urbana i els mals que s'hi associaven. Ha estat enormement citada (més de 1000 vegades, el 2005, en una disciplina en la qual 50 cites són rares), i ha esdevingut una contribució significativa a la teoria marxiana amb l'argumentació que el capitalisme aniquila l'espai per a assegurar la seva reproducció. El materialisme dialèctic guià el seu treball posterior, especialment la teòricament complexa obra Limits to Capital (1982), que aprofundeix l'anàlisi geogràfica radical del capitalisme, i molts altres llibres sobre els processos urbans i la vida urbana que l'han seguit.
The Condition of Postmodernity (1989), escrit a Oxford, fou un best-seller (The Independent el va qualificar com una de les cinquanta obres de no-ficció més importants des de 1945). Es tracta d'una crítica materialista a les idees i arguments postmoderns, que suggereix que aquests sorgeixen, en realitat, de les mateixes contradiccions del capitalisme. Justice, Nature and the Geography of Difference (1996) se centra en la justícia social i ambiental (malgrat que la seva perspectiva dialèctica atragué les ires d'alguns). Spaces of Hope (2000) té com a temàtica la utopia i especula al voltant de com pot tenir lloc una alternativa al món actual. El seu estudi del París del Segon Imperi Francès de Napoleó III i els fets de la Comuna de París a Paris, Capital of Modernity, és per a molts el seu treball historicogeogràfic més elaborat. L'inici de les accions militars dels EUA des de 2001 van provocar una duríssima crítica a New Imperialism (2003). Harvey hi sosté que la Guerra de l'Iraq permet als líders neoconservadors estatunidencs distreure l'atenció de la fallida social del capitalisme domèstic. El seu treball A Brief History of Neoliberalism (2005), fa un examen històric de la teoria i la pràctica divergents del neoliberalisme des de mitjans dels anys 1970. El seu treball concep l'economia política global neoliberal com un sistema que beneficia uns pocs a costa de molts, i que ha donat com a conseqüència la (re)creació i agreujament de la discriminació de classe mitjançant l'«acumulació per despossessió».
Les obres de Harvey han estat traduïdes a moltes llengües i ha rebut diversos reconeixements com l'Anders Retzius Gold Medal de les Societats d'Antropologia i Geografia de Suècia, la Patron's Medal de la Royal Geographical Society britànica i el Premi Vautrin Lud francès.
Harvey ha desenvolupat la seva carrera acadèmica entre els EUA i Anglaterra, amb algunes temporades a França i algunes altres estades puntuals a països com la Xina. Ha supervisat moltes tesis doctorals d'estudiants, alguns dels quals, com Neil Smith, Richard Walker, Erik Swyngedouw, Michael Johns, Maarten Hajer, Patrick Bond, Melissa Wright o Greg Ruiters, ara ocupen importants posicions acadèmiques. Al llarg de la seva carrera ha mantingut dues constants: impartir anualment un curs sobre El Capital de Karl Marx, obra sobre la qual ha publicat diversos llibres i articles, i el suport a l'activisme estudiantil i als moviments obrer i comunitari.

## Pensament marxista
Al contrari del que propugna la propaganda de dretes, el socialisme s'esforça per a crear les condicions materials perquè tothom pugui ser lliure de debò, sense les rígides restriccions que el capitalisme imposa a les seves vides. Per a Harvey, la llibertat individual és el propòsit central de tot projecte socialista emancipador. Assolir-ho requereix la construcció col·lectiva d'una societat en què totes i cadascuna de les persones tinguen les oportunitats i les possibilitats vitals adequades de realitzar les pròpies potencialitats.

## Obres principals
- Explanation in Geography (1969)
- Social Justice and the City (1973)
- The Limits to Capital (1982)
- The Urbanization of Capital (1985)
- Consciousness and the Urban Experience (1985)
- The Condition of Postmodernity (1989)
- The Urban Experience (1989)
- Teresa Hayter, David Harvey (eds.) (1994) The Factory and the City: The Story of the Cowley Automobile Workers in Oxford. Thomson Learning
- Justice, Nature and the Geography of Difference (1996)
- Megacities Lecture 4: Possible Urban Worlds, Twynstra Gudde Management Consultants, Amersfoort, The Netherlands, (2000)
- Spaces of Hope (2000)
- Spaces of Capital: Towards a Critical Geography (2001)
- The New Imperialism (2003)
- Paris, Capital of Modernity (2003)
- A Brief History of Neoliberalism (2005)
- Spaces of Global Capitalism: Towards a Theory of Uneven Geographical Development (2006)
- The Limits to Capital New Edition (2006)
- Cosmopolitanism and the Geographies of Freedom Columbia University Press (2009)
- A Companion to Marx's Capital Verso (2010)
- The Enigma of Capital and the Crises of Capitalism Profile Books (2010)
- La lógica geográfica del capitalismo (Icaria Editorial, 2019)[10]

### Traduccions al català
- Les cròniques anticapitalistes. Manresa: Tigre de Paper, 2022. ISBN 978-84-18705-37-3

## Articles, conferències i entrevistes
- Choonara, J. 2007. Entrevista a David Harvey: El neoliberalisme, una guerra iniciada pels rics. Espai Fàbrica.
- Harvey, D., Arrighi, G., Andreas, J., 2008. Symposium on Giovanni Arrighi's Adam Smith in Beijing. vídeo
- Harvey, D. 2008. The Right to the City, New Left Review.
- Harvey, D. 2008. El dret a la ciutat. Espai Fàbrica.
- Harvey, D. 2010. L'enigma del Capital i la crisi aquesta vegada. Espai Fàbrica.
- Harvey, D. 2014. Reflexions sobre El Capital de Picketty. Espai Fàbrica.
- Harvey, D. 2020. Anticapitalisme en temps de Covid2019. Una pandèmia de classe, gènere i racialitzada, en una economia de cap al col·lapse. L'Accent.